# Adriano Amorim
Adriano Luís Amorim Santos (Taguatinga, 15 febbraio 2002) è un calciatore brasiliano, centrocampista o ala del Raków Częstochowa.

## Carriera
Cresciuto nei settori giovanili di Osvaldo Cruz e Coimbra, dopo una breve esperienza in prestito al Villa Nova, il 4 agosto 2022 si trasferisce al Leixões, venendo inizialmente inserito nella rosa della squadra under-23.
Dopo essere stato inserito nella rosa della prima squadra, si mette in mostra come uno dei migliori giocatori del club di Matosinhos; il 1º luglio 2024 viene acquistato dal Raków Częstochowa, con cui firma un quadriennale.

## Statistiche

### Presenze e reti nei club
Statistiche aggiornate al 19 aprile 2025.
| Stagione        | Squadra           | Campionato      | Campionato | Campionato | Coppe nazionali | Coppe nazionali | Coppe nazionali | Coppe continentali | Coppe continentali | Coppe continentali | Altre coppe | Altre coppe | Altre coppe | Totale | Totale |
| Stagione        | Squadra           | Comp            | Pres       | Reti       | Comp            | Pres            | Reti            | Comp               | Pres               | Reti               | Comp        | Pres        | Reti        | Pres   | Reti   |
| --------------- | ----------------- | --------------- | ---------- | ---------- | --------------- | --------------- | --------------- | ------------------ | ------------------ | ------------------ | ----------- | ----------- | ----------- | ------ | ------ |
| gen.-mar. 2022  | Villa Nova        | MI              | 4          | 0          | -               | -               | -               | -                  | -                  | -                  | TI          | 2           | 0           | 6      | 0      |
| apr.-giu. 2022  | Coimbra           | MI-II           | 10         | 0          | -               | -               | -               | -                  | -                  | -                  | -           | -           | -           | 10     | 0      |
| mag. 2023       | Leixões           | SL              | 3          | 0          | TP+CdL          | -               | -               | -                  | -                  | -                  | -           | -           | -           | 3      | 0      |
| 2023-2024       | Leixões           | SL              | 34         | 4          | TP+CdL          | 3+3             | 0               | -                  | -                  | -                  | -           | -           | -           | 40     | 4      |
| Totale Leixões  | Totale Leixões    | Totale Leixões  | 37         | 4          |                 | 6               | 0               |                    | -                  | -                  |             | -           | -           | 43     | 4      |
| 2024-2025       | Raków Częstochowa | EK              | 25         | 1          | CP              | 1               | 0               |                    | -                  | -                  |             | -           | -           | 26     | 1      |
| Totale carriera | Totale carriera   | Totale carriera | 76         | 5          |                 | 7               | 0               |                    | -                  | -                  |             | 2           | 0           | 85     | 5      |